# 蘇馬諟
蘇 馬諟（そ まし、소마시、生没年不詳）は、原三国時代の小国と推定される廉斯邑の「邑君」。中国人名であるため、三韓に帰化していた中国人とみられる。

## 人物
44年、漢王朝の武帝が紀元前108年に朝鮮半島に設置した植民地である楽浪郡に朝貢し、廉斯邑の「邑君」に封じられた。蘇馬諟は、後漢地皇年間に辰韓に捕縛されていた漢人捕虜を楽浪郡に帰還させたことで、楽浪郡から冠幘と田宅を授かった廉斯鑡のような人物、もしくは廉斯鑡と密接な関係にある人物とみられる。